# Sejong Wielki
Sejong Wielki, albo Sedzong Wielki [seːdʑoŋ] (ur. 7 maja 1397, zm. 8 kwietnia 1450) – 4. władca Korei z dynastii Ri (Chosŏn), panujący w latach 1418–1450. Przeprowadził wiele reform, które przyczyniły się do poprawy warunków życia w królestwie. Jego panowanie w koreańskiej historiografii uchodzi za jedno z najlepszych w historii Korei. Uważa się, że za jego rządów kultura i nauka koreańska przeżywała swój „złoty wiek”, jednakże Sejong był znany z niechęci do mnichów buddyjskich, których usunął z Seulu. Pod jego kierownictwem opracowano koreańskie pismo fonetyczne hangul. Jego kampanie militarne były uwieńczone sukcesami: na morzu wojska koreańskie zdobyły wyspę Cuszima, a na północy zdobyły część mandżurskich terytoriów.

## Życiorys
Sejong urodził się 15 maja 1397 roku i był trzecim synem króla Taejonga z dynastii Joseon. W sierpniu 1418 roku władzę w królestwie Joseon objął Sejong, zastępując swojego ojca Taejonga, który abdykował dwa miesiące wcześniej. W maju roku 1419 Sejong, kierując się radami swojego ojca, zorganizował ekspedycję Gihae (znaną w japońskiej historiografii jako inwazja Ōei – nazwa ery japońskiej, lata 1394–1428), której celem było wypędzenie piratów z wyspy Tsushima, położonej w Cieśninie Cuszimskiej (znanej w Korei jako Cieśnina Koreańska). Ponadto wyspa od wieków była przedmiotem terytorialnego sporu między Koreą a Japonią (do której należała wtedy i należy współcześnie). Tym samym ekspedycja stała się także okazją do podjęcia próby siłowego przejęcia wyspy przez Koreańczyków. Na czele ekspedycji stanął generał Yi Jong-mu. W następstwie napaści zbrojnej dokonanej przez Joseon we wrześniu 1419 daimyō Tsushimy, Sadamori, poddał się Koreańczykom. W roku 1443 podpisany został traktat roku Gyehae (w Japonii znany jako traktat Kakitsu – nazwa ery japońskiej, lata 1441–1444), na mocy którego daimyō Tsushimy otrzymał prawo do handlu z Koreą. Dopuszczalny wolumen handlu wyznaczono na 50 statków rocznie. Zarządca wyspy zobowiązał się także do płacenia trybutu na rzecz Korei oraz zapewnił, że dołoży wszelkich starań, by południowych wybrzeży Półwyspu Koreańskiego nie nękali piraci.
Wzdłuż północnej granicy królestwa Sejong ustanowił cztery twierdze i sześć obozów (kor. 사군육진, hanja: 四郡六鎭), by wzmocnić ochronę granicy przed atakami nomadów z Chin i Mandżurii. W roku 1433 Sejong wysłał tam ekspedycję pod wodzą generała Kim Jong-seo, której zadaniem było rozbicie i zniszczenie Mandżurów. Koreańskiemu wojsku udało się wtedy zdobyć kilka mandżurskich zamków i doprowadzić do włączenia części mandżurskich terytoriów do Korei, której granice sięgnęły wtedy mniej więcej terytoriów współczesnej granicy Korei Północnej oraz Chin.
W czasie panowania Sejonga, Korei udało się poczynić duże postępy w dziedzinie nauki, rolnictwa, literatury, tradycyjnej medycyny oraz inżynierii. Ze względu na rozwój cywilizacyjny, jaki miał miejsce w tym czasie, w koreańskiej historiografii Sejong nosi przydomek Wielki. Najsłynniejszym osiągnięciem Sejonga dla koreańskiej kultury jest jego inicjatywa stworzenia koreańskiego alfabetu, znanego jako hangul. Wcześniej wszystkie dzieła i książki powstawały w klasycznej chińszczyźnie. Znajomość i możliwość nauki chińskich znaków była ograniczona wyłącznie do wysokich urzędników państwowych oraz ich potomków. Wprowadzenie alfabetu umożliwiło upowszechnienie edukacji. Choć chińskie znaki do zapisu koreańskich słów były stosowane w większości źródeł jeszcze w pierwszej połowie XX wieku, wynalezienie alfabetu koreańskiego (hangul) miało ogromny wpływ na koreańską kulturę.